# Arigató (Stereopony-dal)
A Arigató (ありがとう, ’Köszönöm’) a Stereopony japán együttes tizedik kislemeze, amely 2011. szeptember 28-án jelent meg a Sony gondozásában. A lemez címadó dala a Tengoku Kara no Yell című film főcímdalaként volt hallható. A korong a 26. helyezést érte el az Oricon heti eladási listáján.

## Számlista
Normál kiadás (SRCL-7768)
1. Arigató (ありがとう?, ’Köszönöm’)
2. Cukiakari no Micsisirube (Acoustic Ver.) (ツキアカリのミチシルベ?, ’A holdfény útjelzőtáblája’)
3. Arigató (Eiga Ver.) (ありがとう?)
4. Arigató (Instrumental) (ありがとう?)
5. Cukiakari no Micsisirube (Acoustic Ver.) (Instrumenal) (ツキアカリのミチシルベ?)

Limitált kiadás DVD „A” (SRCL-7765)
1. Arigató (Eiga „Tengoku Kara no Yell” Ver.) videóklip

Limitált kiadás DVD „B” (SRCL-7767)
1. Arigató (Stereopony Ver.) videóklip